# Club de Gimnasia y Esgrima La Plata
Club de Gimnasia y Esgrima La Plata er en argentinsk idrætsklub i byen La Plata, der ligger 50 km syd for Buenos Aires. Klubben har en lang række afdelinger for forskellige idrætsgrene, herunder fodbold. 
Fodboldklubben har hjemmebane på Juan Carmelo Zerillo Stadion med plads til 33.000 tilskuere i bydelen Mondongo. Klubben spiller i den argentinske Primera División, der er den bedste række i den argentinske liga.
Udover fodbold har klubben aktiviteter indenfor bl.a. atletik, basketball, fægtning, futsal, gymnastik, hockey, boksning, tennis, og volleyball.

## Historie
Grundlagt 3. juni 1887 begyndt Club de Gimnasia y Esgrima La Plata deres sportslige aktiviteter med de to sportsgrene, der udgør dens navn, gymnastik og fægtning. Derefter tilføjede de aktiviteter såsom skydning atletik og cricket med flere. Desuden begyndte at dyrke fodbold, hvilket gennem dens historie blev klubbens største sportslige aktivitet. 
Institutionen har ændret sit navn flere gange: fra april til december 1897 blev kaldt "Fægte Klub", fordi fægtning var den eneste aktivitet, der udøvedes på det tidspunkt. Den 17. december 1897 vender tilbage til sit oprindelige navn: "Gymnastik og Fægtning Club". Siden juli 1952 den 30. september 1955 blev kaldt 'Club Gymnastik og Fægtning' af Eva Perón ", fordi byen La Plata blev omdøbt Byen Eva Perón 1952, efter Eva Peróns død. Byen fik sit tidligere navn under regeringen i Revolution Liberator og det samme gjorde også klubben.

## Ekstern henvisning
- Klubbens officielle hjemmeside
- Tabla histórica del club en RSSSF
- Campeones de la Primera División del Fútbol Argentino
- Campeones de la Segunda División del Fútbol Argentino
- Directorio Club de Gimnasia y Esgrima La Plata på Curlie (som bygger videre på Open Directory Project)